# Беленко, Николай Иванович
Николай Иванович Беленко — наводчик 57-мм орудия 25-го гвардейского кавалерийского полка (6-я гвардейская кавалерийская дивизия, 3-й гвардейский кавалерийский корпус, 3-й Белорусский фронт) гвардии сержант.

## Биография
Николай Иванович Беленко родился 22 июля 1924 года  в рабочей семье в городе Ставрополь. Окончил 7 классов школы. Работал рабочим на Ставропольской обувной фабрике. В феврале 1942 года был призван в ряды Красной Армии.
На фронтах Великой Отечественной войны с февраля 1942 года.
25 сентября 1943 года в бою в Смоленской области из своего орудия уничтожил ручной пулемёт, 3 автомашины и 3 подводы с боеприпасами, при этом уничтожив 3-х солдат противника. Приказом по корпусу 30 сентября 1943 года приказом по полку он был награждён медалью «За отвагу».
Гвардии рядовой Беленко 2 июля 1944 года  во время атаки противника на подступах к городу Минск (Белоруссия) в составе расчета метким огнём сразил 12 солдат. В бою за переправу через реку Березина вывел из строя миномёт с расчетом. 16 июля 1944 года приказом по дивизии был награждён орденом Славы 3-й степени.
21 января 1945 года близ города Алленштайн (в настоящее время город Ольштын в  Польше) гвардии младший сержант Беленко (та же дивизия,  2-й Белорусский фронт) подавил 2 пулемётные точки, мешавшие продвижению эскадрона и при занятии вокзала подбил паровоз, пытавшийся уйти со станции с вагонами. 26 января 1945 года возле города Вартенберг в Германии противник встретил наступающие части Красной Армии сильным пулемётно-ружейным огнём. Беленко развернул своё орудие и метким огнём уничтожил 2 пулемётные точки. 16 апреля 1945 года приказом по фронту он был награждён орденом Славы 2-й степени.
В уличных боях в городе Перлеберг (150 км к северо-западу от Берлина) 29 апреля 1945 года вместе с расчетом подавил 75-мм пушку, 3 пулемёта, подбил 4 автомобиля с боеприпасами, поразил 9 солдат противника. 15 мая 1946 года Указом Президиума Верховного Совета СССР награждён орденом Славы 1-й степени.
В мае 1945 сержант Беленко демобилизовался. Вернулся на родину в город Ставрополь. Работал на Ставропольском мясокомбинате.
Николай Иванович Беленко скончался 15 ноября 1983 года.